# Kattenoog (reflector)

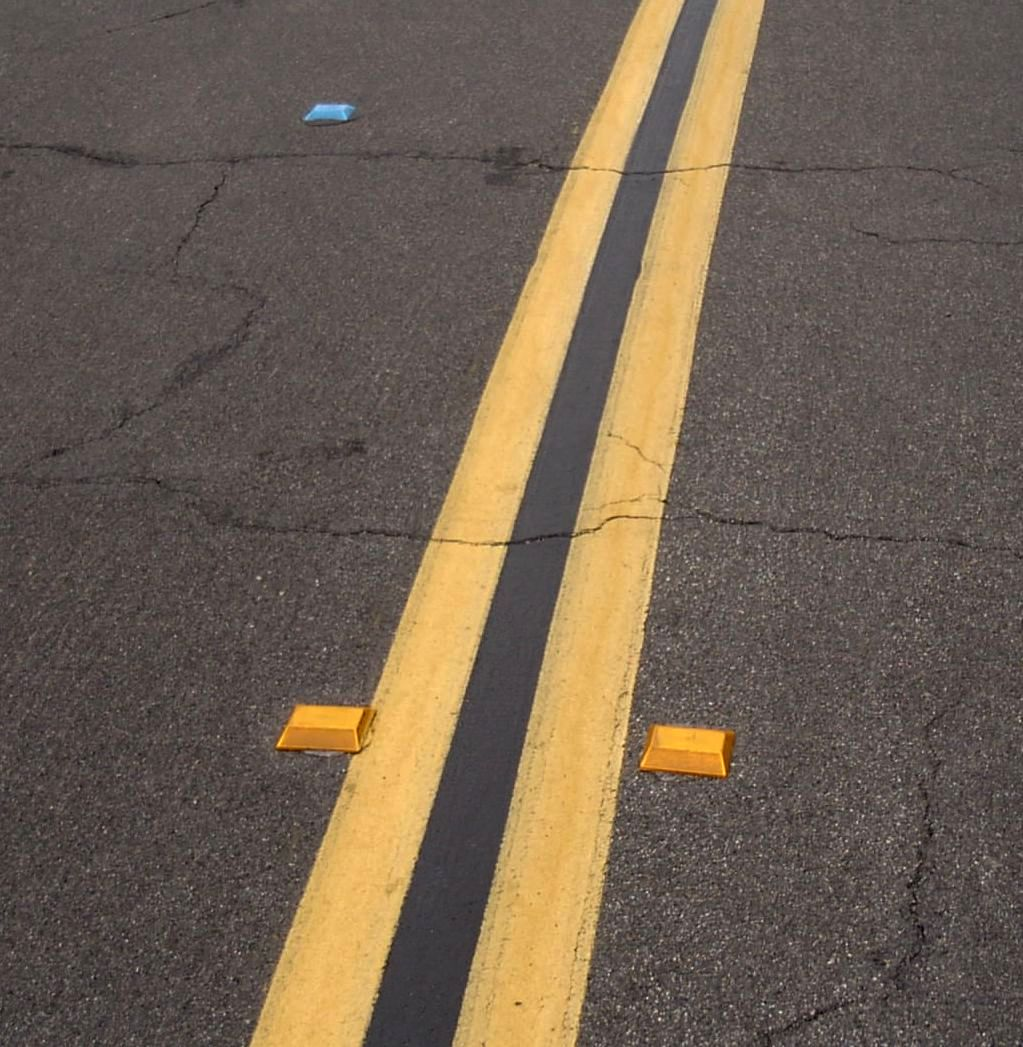
De oranje markeringen scheiden in de VS tegengestelde rijrichtingen.

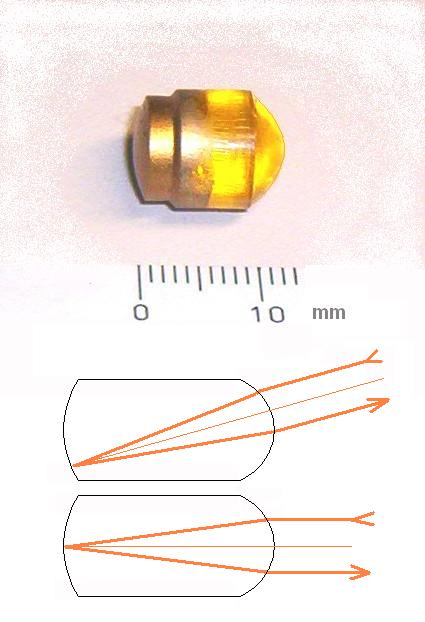
Het reflecterende onderdeel van een kattenoog. Het licht wordt altijd gereflecteerd in de richting van de bron, onafhankelijk van de invalshoek

Een kattenoog (soms ook wegdekreflector genoemd) is een retroreflector die in sommige landen wordt gebruikt als markering van de randen van de rijbaan, de grenzen tussen rijstroken of gevaarlijke plaatsen. Zij lichten op als de koplampen van een auto erop gericht worden en zijn daardoor in het bijzonder nuttig bij een gebrekkige straatverlichting en in aanvulling op reflecterende strepen op de weg. In de meeste Europese landen zijn kattenogen wit, oranje of groen van kleur, al naargelang de toepassing. In Nederland zijn de in de weg gemonteerde kattenogen vrijwel altijd wit en volgen ze de wegmarkering.

## Historie

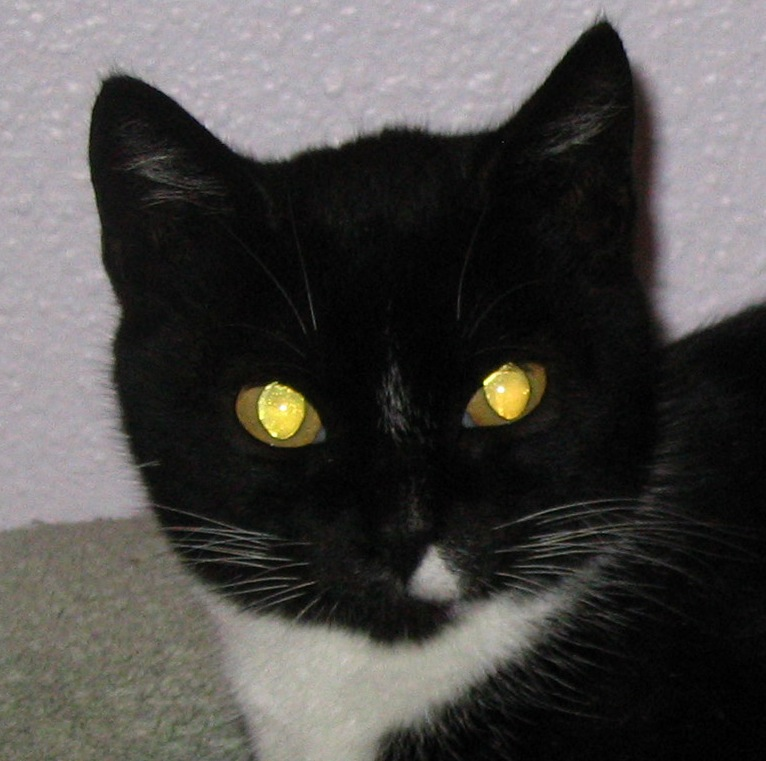
Reflecterende kattenogen

Kattenogen zijn uitgevonden in 1933 door Percy Shaw uit Yorkshire in Engeland. De uitvinder was op het idee gekomen doordat hij 's nachts de ogen van een kat had zien oplichten, terwijl hij over een donkere weg reed - vandaar de naam. Ze werden voor het eerst op grote schaal toegepast in het Verenigd Koninkrijk tijdens de Tweede Wereldoorlog. Tijdens de Battle of Britain, toen de Duitse luchtmacht bombardementen op Engeland uitvoerde, moest er een strikte verduistering gehandhaafd worden. In die situatie konden kattenogen gebruikt worden om automobilisten ook in het donker de weg te wijzen. Een moderne variant van kattenoog bestaat uit actieve markering, die zelf licht afgeeft en dus reeds op grotere afstand zichtbaar is.

## Toepassingen

### Nederland
In Nederland worden ze sinds kort steeds meer toegepast in een glazen variant die niet vrij snel defect raakt. Deze variant werd in 1993 ontworpen door de uitvinder Chris van Wylick uit Sint-Michielsgestel. Het is een betonnen tegel met de glazen wegdekreflector erin gemonteerd, die in nagenoeg ieder betonelement en asfalt gemonteerd kan worden. Reflecterende witte markeringen uit thermoplast hebben een grotere betrouwbaarheid maar zijn minder stroef dan asfalt hetgeen gemotoriseerde tweewielers niet ten goede komt. Als de verkeerssituatie het vereist, kan met gewone straatverlichting een overzichtelijker situatie bereikt worden, maar dat kost elektriciteit.

### Verenigd Koninkrijk
Er bestaan diverse typen kattenogen. In het Verenigd Koninkrijk worden witte kattenogen gebruikt voor het midden van de weg en rijstrookmarkeringen en vluchtheuvels. Rode kattenogen worden gebruikt langs de vluchtstroken van een autoweg en oranje kattenogen langs de middenberm. Groene kattenogen geven in- en uitvoegstroken aan en blauwe kattenogen zijn voor in- of uitvoegstroken voor de politie. 

### Ierland
In Ierland worden kattenogen op een vergelijkbare manier gebruikt, maar voor alle vluchtstroken worden gele kattenogen gebruikt, inclusief die van autowegen. Rode en blauwe kattenogen worden niet gebruikt. Bovendien worden er losstaande retroflecterende paaltjes gebruikt langs de rand van Ierse wegen.

### Verenigde Staten
In vele delen van de Verenigde Staten worden zogenaamde Botts' dots gebruikt. Deze zijn genoemd naar dr. Elbert Botts, de technicus van het Californische departement van verkeer (Caltrans) die de methode heeft uitgevonden om markeringen met epoxyhars aan het wegoppervlak te bevestigen. 
Er zijn twee soorten Botts' dots: 
- ronde, witte markeringen voor de rijstrookmarkeringen,
- vierkante gekleurde reflecterende markeringen voor andere situaties.

De witte markeringen worden gebruikt om de strepen tussen de rijstroken te markeren (vaak met rode waarschuwingsmarkeringen voor het verkeer dat vanaf de verkeerde kant komt), en blauwe geven de plaatsen aan waar zich brandkranen bevinden. Deze markeringen werden in de jaren 50 en 60 ontwikkeld omdat geverfde strepen slecht zichtbaar werden bij regenval, en omdat het verven van markeringsstrepen een gevaarlijk werk was voor de wegwerkers.